# Nerita tessellata
Nerita tessellata pertenece a la clase Gasterópoda de moluscos. Esta clase constituye la clase más extensa de moluscos. Presentan una cabeza, un pie musculoso ventral y una concha dorsal (no todos). Los gasterópodos incluyen organismos como los caracoles  (terrestres y marinos), las babosas y las liebres de mar, entre otros.

## Clasificación y descripción
N. tessellata es un molusco que pertenece a la clase Gastropoda; orden Cycloneritimorpha familia Neritidae y al género Nerita. Tamaño entre 8 y 25 mm; concha globulosa, manchada irregularmente con negro y blanco y en ocasiones fuertemente moteada; estructura gruesa formada por cordones espirales de varios tamaños. Área parietal cóncava, blanco-azul, Con dos fuertes dientes en la parte media. Opérculo negro y moderadamente convexo en el interior.

## Distribución
N. tessellata se distribuye en el oeste del Atlántico, desde Bermuda, pasando por Florida, Tamaulipas, Veracruz, Yucatán hasta las costas de Brasil. Habita en zona intermareal y submareal, aguas salobres; principalmente costas rocosas.

## Ecología
Estas neritas se alimentan la mayor parte del tiempo en la noche, alimentándose sobre sustrato rocoso, hasta de 23 m en un periodo de 2 días. Organismos microscópicos de la biocapa son la principal fuente de alimentación raspada de la superficie de la roca; incluye algas, flagelados, diatomeas y nematodos.
Son depredados por una variedad de aves, peces e invertebrados marinos. En particular cangrejos, peces globo y pulpos. Octopus vulgaris se ha descrito como el depredador dominante de neritas.